# Satz von Euler (Geometrie)

Satz von Euler:

In der Geometrie bezeichnet der Satz von Euler, benannt nach dem im 18. Jahrhundert lebenden Leonhard Euler, eine
Formel für die Entfernung {\displaystyle d} der Mittelpunkte von Umkreis und Inkreis eines Dreiecks.
{\displaystyle d^{2}=R(R-2r)\,}
Diese Beziehung wird auch oft mit Hilfe von Brüchen in der folgenden äquivalenten Gleichung dargestellt:
{\displaystyle {\frac {1}{R+d}}+{\frac {1}{R-d}}={\frac {1}{r}}}
Dabei bezeichnet {\displaystyle R} den Umkreisradius und {\displaystyle r} den Inkreisradius. Aus dem Satz folgt unmittelbar die eulersche Ungleichung:
{\displaystyle R\geq 2r}

## Beweis

Skizze zum Beweis

Es seien {\displaystyle U} der Umkreismittelpunkt und {\displaystyle I} der Inkreismittelpunkt des
Dreiecks {\displaystyle ABC}. Die Gerade {\displaystyle AI} schneidet als Winkelhalbierende
nach dem Südpolsatz den Umkreis in einem Punkt {\displaystyle L}, der auch auf der
zugehörigen Mittelsenkrechten liegt. Der zweite Schnittpunkt dieser Mittelsenkrechten ({\displaystyle UL}) mit dem Umkreis sei {\displaystyle M}. Bezeichnet man den Fußpunkt des von {\displaystyle I} aus gefällten Lotes zu {\displaystyle AB} mit {\displaystyle D}, dann gilt {\displaystyle {\overline {ID}}=r}.
Wegen Übereinstimmung in zwei Winkeln ({\displaystyle \angle DAI=\angle BML} (Umfangswinkelsatz) und {\displaystyle \angle ADI=\angle MBL=90^{\circ }} (Lot und Satz des Thales)) sind die Dreiecke {\displaystyle ADI} und
{\displaystyle MBL} zueinander ähnlich. Daher gilt
{\displaystyle {\overline {ID}}/{\overline {LB}}={\overline {AI}}/{\overline {ML}}} und weiter
{\displaystyle {\overline {ML}}\cdot {\overline {ID}}={\overline {AI}}\cdot {\overline {LB}}}. Damit ist gezeigt:
{\displaystyle 2Rr={\overline {AI}}\cdot {\overline {LB}}}
Verbindet man {\displaystyle B} mit {\displaystyle I}, so kann man den Außenwinkelsatz verwenden,
nach dem ein Außenwinkel ({\displaystyle \angle BIL}) eines Dreiecks ({\displaystyle ABI}) so groß
ist wie die beiden nicht anliegenden Innenwinkel:
{\displaystyle \angle BIL={\frac {\alpha }{2}}+{\frac {\beta }{2}}}
Außerdem folgt mithilfe des Umfangswinkelsatzes
{\displaystyle \angle LBI={\frac {\beta }{2}}+\angle LBC={\frac {\beta }{2}}+\angle LAC={\frac {\beta }{2}}+{\frac {\alpha }{2}}},
woraus sich {\displaystyle \angle BIL=\angle LBI} ergibt. Dreieck {\displaystyle IBL} ist also
gleichschenklig; es gilt {\displaystyle {\overline {LI}}={\overline {LB}}}. Aus
dem schon Bewiesenen erhält man
{\displaystyle {\overline {AI}}\cdot {\overline {LI}}=2Rr}.
Nun seien {\displaystyle P} und {\displaystyle Q} die Schnittpunkte der Geraden {\displaystyle UI}
mit dem Umkreis. Anwendung des Sehnensatzes ergibt
{\displaystyle {\overline {PI}}\cdot {\overline {QI}}={\overline {AI}}\cdot {\overline {LI}}=2Rr}.
Die Streckenlängen auf der linken Seite lassen sich durch den Umkreisradius {\displaystyle R}
und die Entfernung {\displaystyle d={\overline {UI}}} ausdrücken:
{\displaystyle (R+d)\cdot (R-d)=2Rr}
Durch eine kurze Umformung erhält man die Behauptung:
{\displaystyle R^{2}-d^{2}=2Rr\,}
{\displaystyle d^{2}=R^{2}-2Rr=R(R-2r)\,}

## Verwandte Aussagen
Ist {\displaystyle r_{a}} der Radius des zur Seite {\displaystyle a} gehörigen Ankreises, so gilt für die Entfernung {\displaystyle d_{a}} zwischen dem Mittelpunkt dieses Ankreises und dem Umkreismittelpunkt:
{\displaystyle {d_{a}}^{2}=R(R+2r_{a})}
Entsprechendes gilt für die beiden anderen Ankreise.
Der Satz von Fuss liefert eine zum Satz von Euler analoge Aussage für Sehnentangentenvierecke.

## Geschichte
Der Satz ist nach Euler benannt, der ihn 1765 publizierte. Der englische Landvermesser William Chapple hatte  allerdings dasselbe Resultat bereits 1746 in einer englischen Zeitschrift veröffentlicht.

## Die eulersche Ungleichung in der absoluten Geometrie
Die eulersche Ungleichung in der Form, die behauptet,
dass das Maximum der Inkreisradien aller Dreiecke, die in einem gegebenen Kreis eingeschrieben sind, nur beim gleichseitigen Dreieck erreicht wird, ist gültig in der absoluten Geometrie.

## Weblink
- Eric W. Weisstein: Euler Triangle Formula. In: MathWorld (englisch).